# SN 2007ki
SN 2007ki – supernowa typu Ia odkryta 27 września 2007 roku w galaktyce M+05-17-10. W momencie odkrycia miała maksymalną jasność 18,40m.